# Liberala revolutionen i Ecuador 1895
Liberala revolutionen 1895 inträffade i Ecuador, och innebar en period av radikal social och politisk omvälvning. Revolutionen startade den 5 juni 1895 och resulterade i att den konservativa regeringen stördates, efter att ha styrt Ecuador i flera decennier, och ersattes av radikala liberaler, ledda av Eloy Alfaro. Efter revolutionen tillät den nya regeringen skilsmässa, religionsfrihet och försvagade den romersk-katolska kyrkans makt, vilken förlorade sin mark.
Händelsen ses ofta som skapandet av det moderna Ecuador, med en ny maktstruktör som gynnade det liberala partiet, och nya infrastrukturprojekt som bygget av en järnvägslinje mellan Quito och Guayaquil.